# Patay
Patay är en kommun i departementet Loiret i regionen Centre-Val de Loire strax norr Frankrikes mitt strax nordväst om Orléans. Kommunen ligger i kantonen Patay som tillhör arrondissementet Orléans. År 2022 hade Patay 2 341 invånare.

## Historia
I slaget vid Patay den 18 juni 1429 besegrade fransmännen under Jeanne d'Arcs befäl engelsmännen i grunden.

## Befolkningsutveckling
Antalet invånare i kommunen Patay
| Referens: INSEE |